# Zygothrica caputrichia
Zygothrica caputrichia är en tvåvingeart som beskrevs av David Grimaldi 1987. Zygothrica caputrichia ingår i släktet Zygothrica och familjen daggflugor.
Artens utbredningsområde är Panama. Inga underarter finns listade i Catalogue of Life.